# Erker di Coburgo

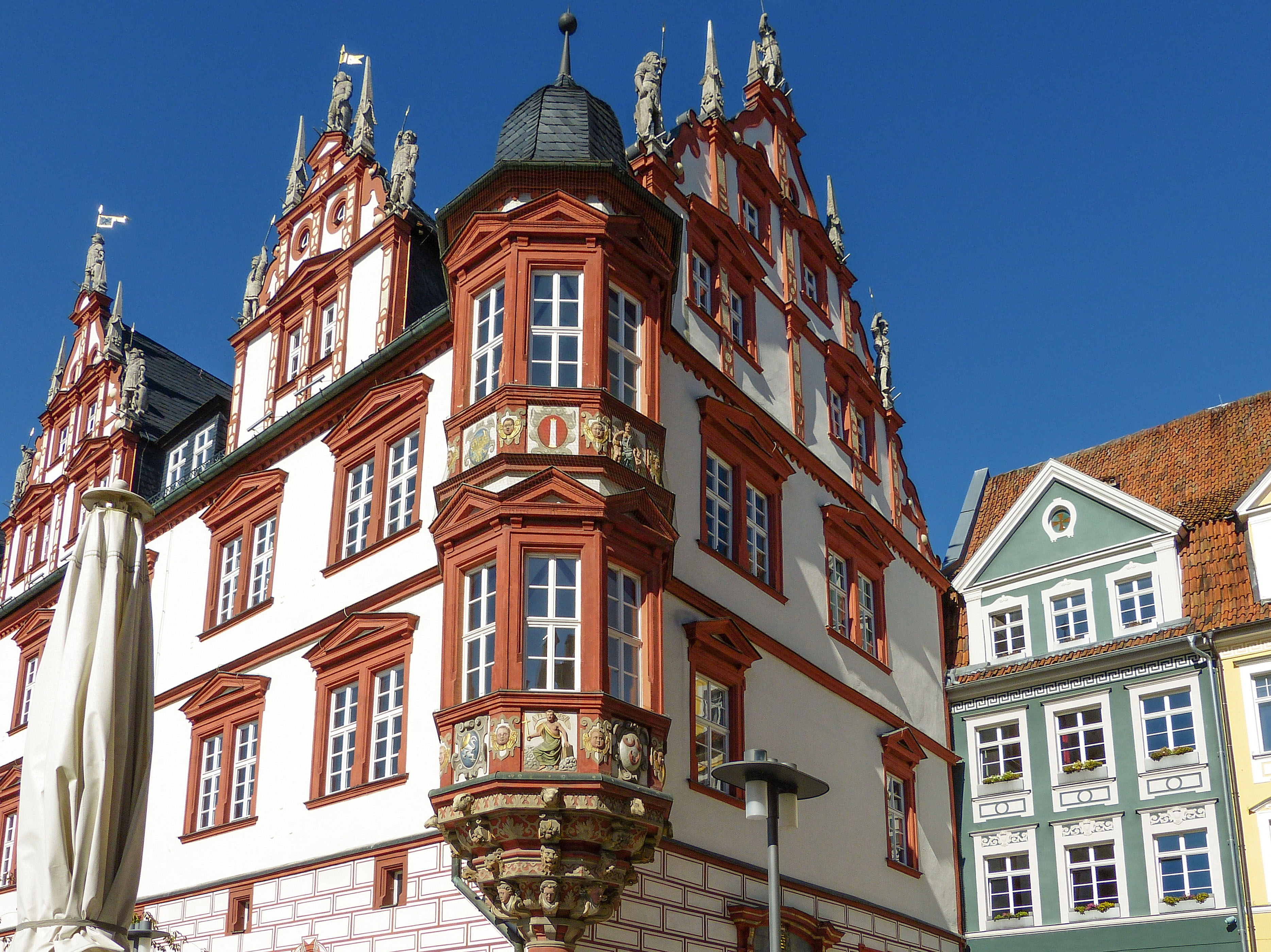
Erker nell'angolo sud-est della Stadthaus

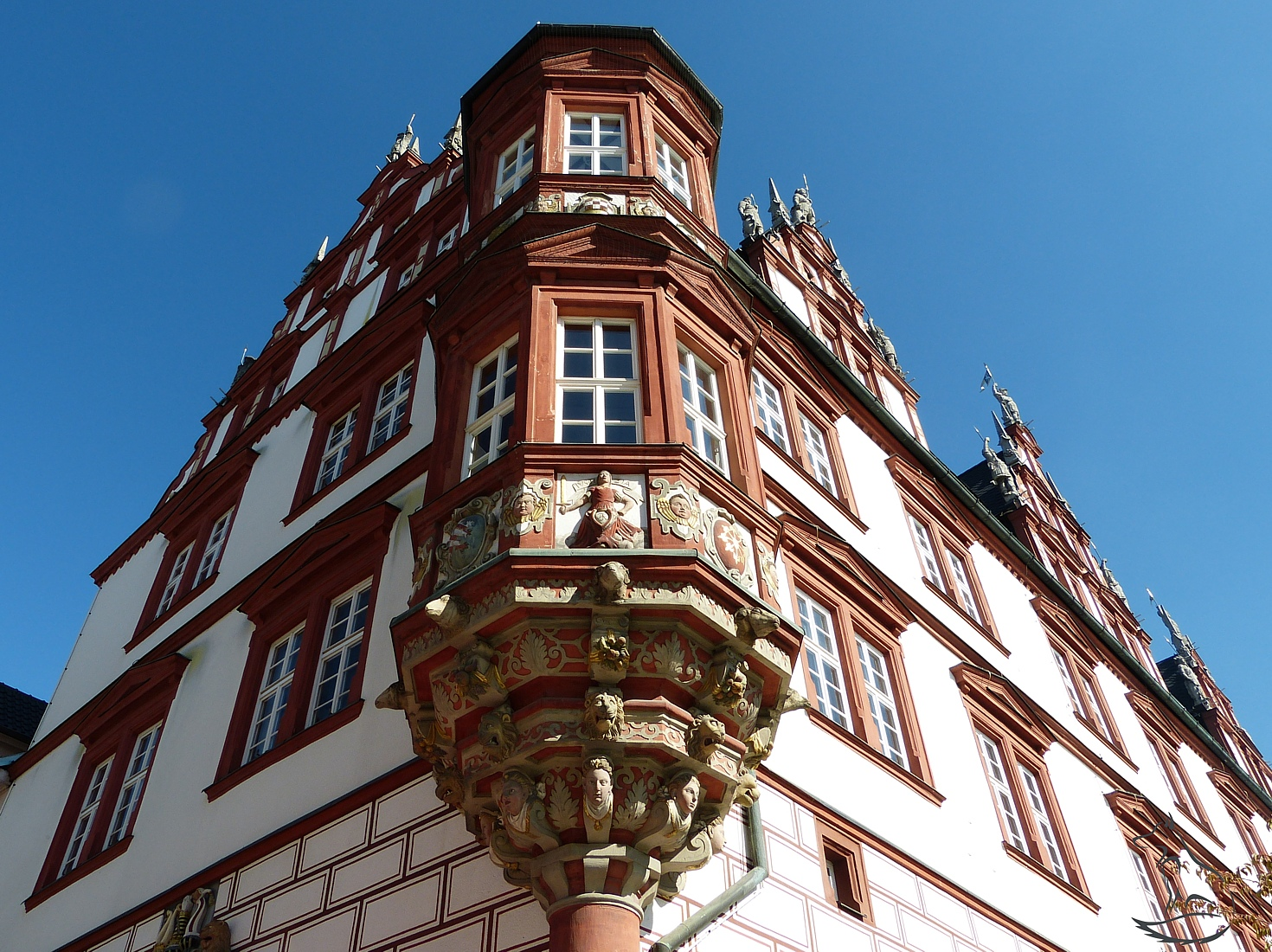
Erker nell'angolo sud-ovest della Stadthaus

Gli erker di Coburgo sono una variante di una finestra angolare a bovindo, che si trova solo a Coburgo, in Germania. Risalgono alla fine del XVI secolo e sono caratterizzati da tre elementi architettonici. Un pilastro di supporto, all'angolo della casa, una costruzione a due piani e la conclusione con una cupoletta. 
Ci sono cinque erker a Coburgo. Quello del municipio, di Hans Schlachter del 1575, è il più antico, seguito nel 1593 da quello nel castello di Ehrenburg a Steingasse e nel 1601 dai due della Stadthaus. Un altro, a tre piani, si trova in Markt 6 tra Marktplatz e Judengasse.

## Galleria d'immagini

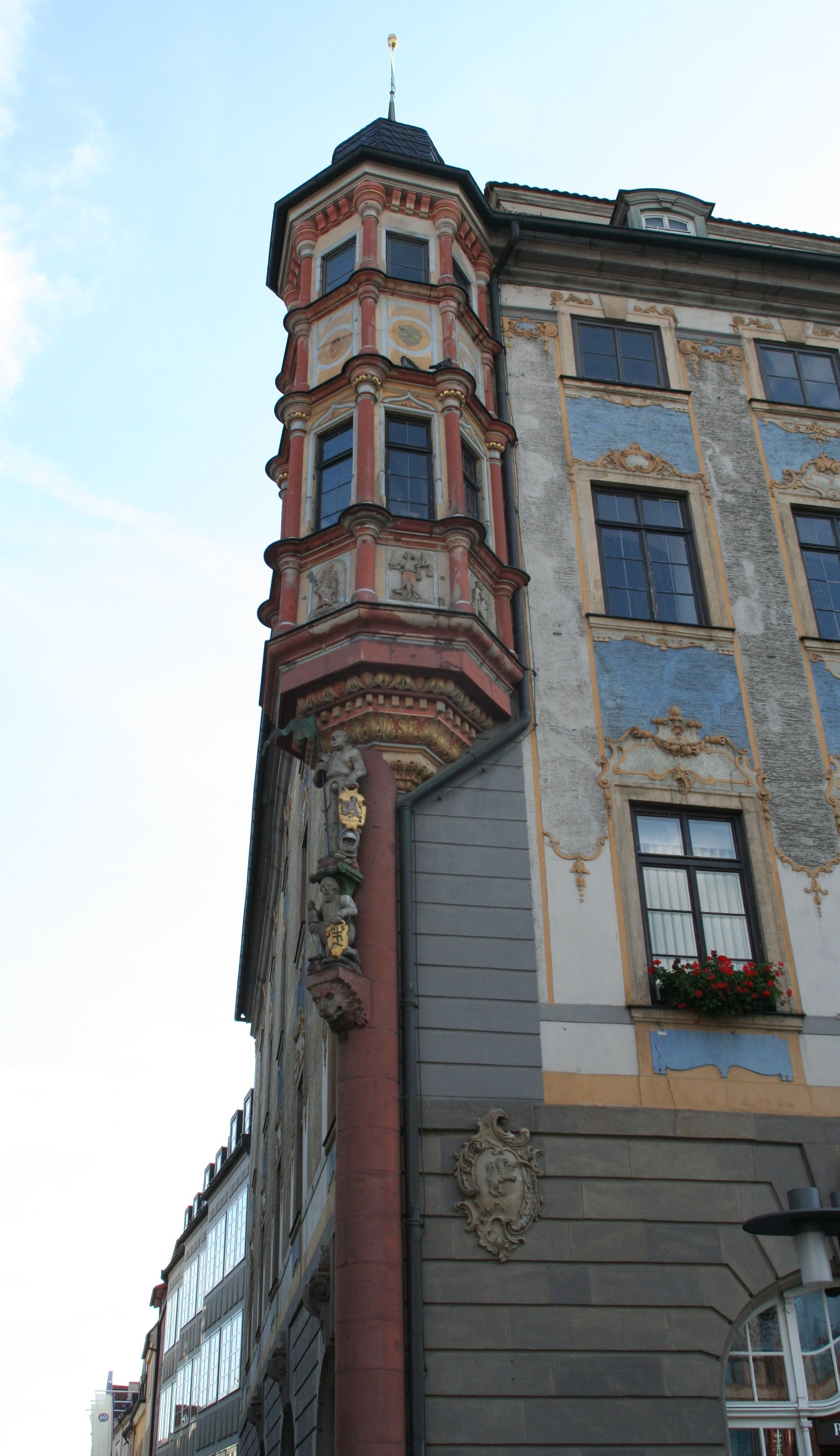
Municipio
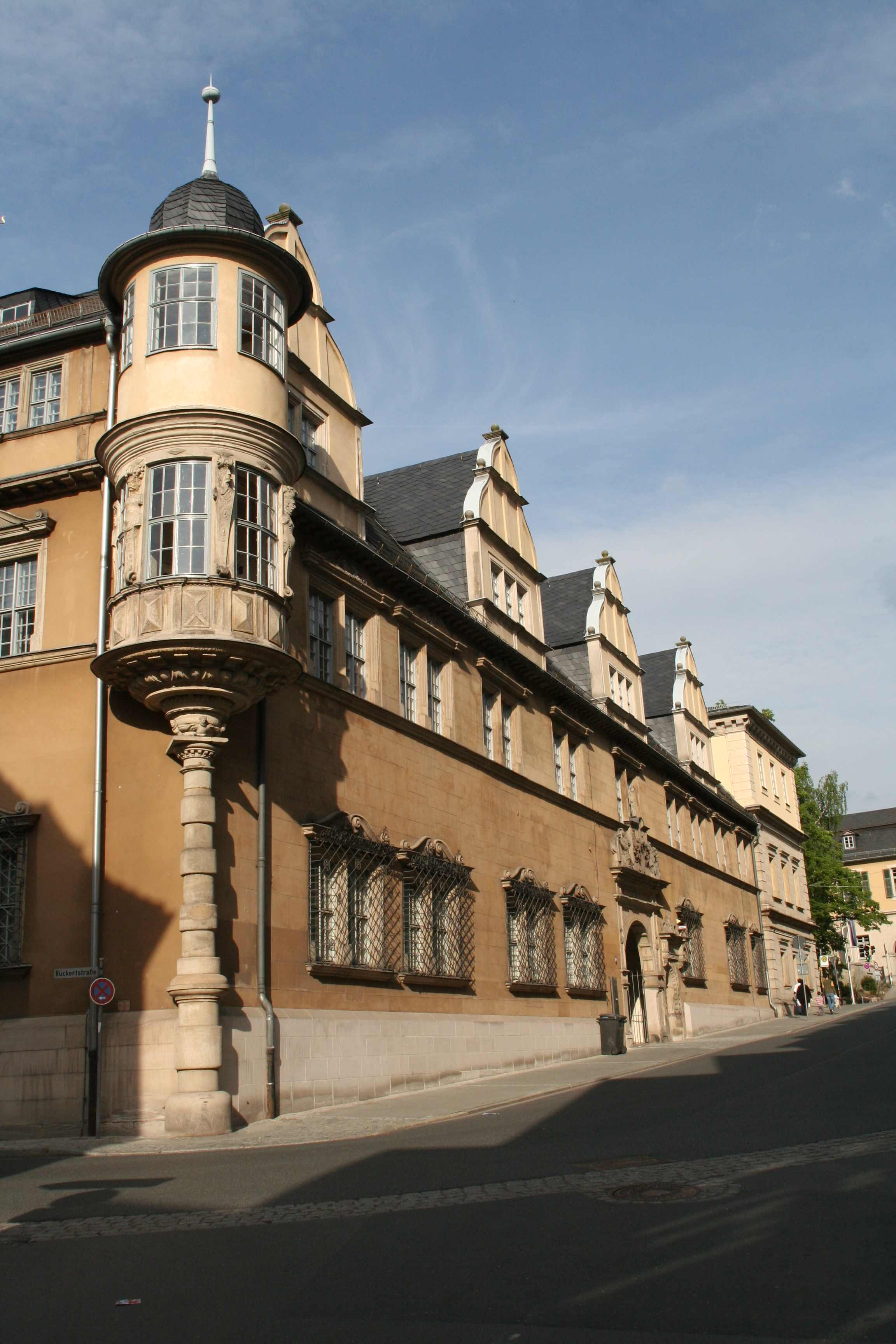
Castello di Ehrenburg
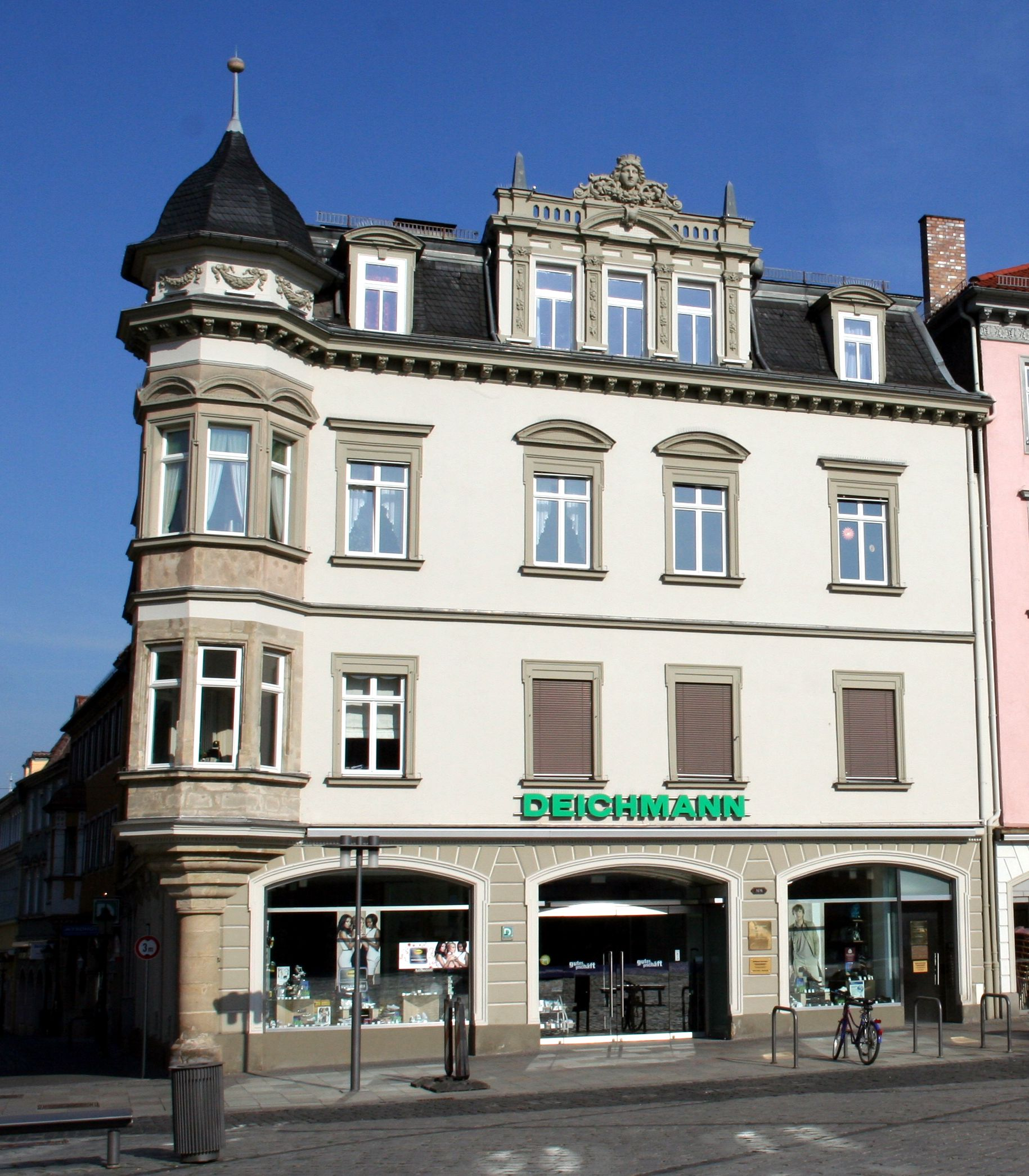
Market, 6